# Tania Claudia Castillo
Tania Claudia Castillo (Ciudad de México, 13 de marzo de 1989) es una directora de cine. Dirigió el cortometraje documental La Isla Galápagos Mexicana en el 2018, por el que fue acreedora al Premio del Público y al Premio del Jurado del certamen IMAX In Focus para Latinoamérica.
En el 2018 recibió el premio Camelina de Plata del Programa de Diversidad Sexual + Morelia, por el cortometraje documental Un amor en rebeldía, que además fue parte del Festival Ambulante y del Festival Internacional de Cortometrajes de São Paulo, entre otros.

## Trayectoria
Se graduó de la licenciatura en Cinematografía con especialidad en Dirección Cinematográfica por el Centro de Capacitación Cinematográfica. Además, estudió la Especialidad en Guion Cinematográfico en Lisboa, Portugal. En el 2014, su cortometraje Primavera fue parte de la Selección Oficial del 12° Festival Internacional de Cine de Morelia. Su obra participó en la Selección Oficial del Sundance Film Festival, el 25° Festival Internacional de Cortometrajes de São Paulo Kinoforum, Brasil, y en la 15.ª Muestra Internacional de Mujeres en el Cine y la Televisión, en México.

## Filmografía
- El final del principio (Cortometraje) 2019[5]
- Un amor en rebeldía (Cortometraje documental) 2018
- La Isla Galápagos Mexicana (Cortometraje documental) 2018
- Primavera (Cortometraje) 2014

## Premios
- 2018 - Premio del Público y el Premio del Jurado del certamen IMAX In Focus para Latinoamérica, por La Isla Galápagos Mexicana
- 2018 - Premio Camelina de Plata del Programa de Diversidad Sexual + Morelia, por Un amor en rebeldía